# First Girl I Loved
First Girl I Loved ist ein US-amerikanisches Coming-of-Age-Filmdrama aus dem Jahr 2016. Regie führte Kerem Sanga, der auch das Drehbuch verfasste. Hauptdarsteller sind Dylan Gelula, Brianna Hildebrand, Tim Heidecker und Pamela Adlon. Der Film hatte seine Premiere beim Sundance Film Festival 2016 und gewann dort den Publikumspreis Best of NEXT.

## Handlung
Anne ist schwer verliebt in Sasha, das coolste Mädchen ihrer Schule. Ein Geheimnis, das sie ihrem besten Freund Clifton anvertraut. Doch der ist schon lange heimlich in Anne verknallt und tut nun alles, um dazwischenzufunken. Als dieser versucht, Anne zu küssen, nachdem er mehrere Male von ihr abserviert worden war, haben die beiden Sex. Wobei ungeklärt bleibt, ob es sich um einvernehmlichen Sex handelt. Letztendlich schubst Anne Clifton weg, um ihm zu sagen, dass ihr heimlicher Schwarm ein Mädchen und nicht wie gedacht, ein Junge ist. Clifton beleidigt sie und die beiden brechen den Kontakt ab.
Unter dem Vorwand, für die Schülerzeitung zu recherchieren, besucht Anne Sasha, die in dem Softballteam der Schule spielt, und die beiden werden Freunde. Clifton trauert Anne immer noch hinterher und zersägt im Zuge seiner Eifersucht Annes Fahrradschloss, woraufhin Annes Fahrrad geklaut wird. Aus Wut greift Anne Clifton am nächsten Tag im Unterricht an und fliegt vorläufig von der Schule. Clifton findet heraus, dass Anne auf Sasha steht, und beschließt, Sasha selbst nach einem Date zu fragen. 
Als Anne zum ersten Mal bei Sasha übernachtet, küsst Anne Sasha. Sasha reagiert verwirrt und beginnt ab da, sich immer mehr von Anne zu distanzieren. Sasha nimmt Cliftons Angebot an und die beiden gehen eine Beziehung ein. Clifton fühlt sich nach einer Weile ausgenutzt und macht Schluss. Anne versucht, Sasha für sich zu gewinnen, und gibt ihre Gefühle offen zu, doch Sasha bleibt distanziert.
Verzweifelt entscheidet Anne sich dazu, ein Bild in der Schülerzeitung zu drucken, auf dem Sasha und Anne sich küssen. Daraufhin werden Anne, Sasha, Clifton und alle Eltern zu einer Aussprache in die Schule zitiert. Dort erzählt Sasha, das Foto und der Kuss wären nicht einvernehmlich entstanden und Anne hätte sie gegen ihren Willen geküsst. Clifton, der beginnt, sich schuldig zu fühlen, weil auch er nicht eindeutig einvernehmlichen Sex mit Anne hatte, nimmt die Schuld des Fotos auf sich. Sasha verändert ihre Aussage und sagt, sie wüsste nicht, ob der Kuss einvernehmlich entstanden sei. So kommt Anne straflos davon. 
Später besucht Anne Jasmine, die Besitzerin einer Bar, in der Sasha und Anne nach der Schule viel Zeit verbracht haben, und lässt sich auf HIV testen. Die beiden reflektieren das Geschehene und Anne erzählt von einer weiteren nicht einvernehmlichen sexuellen Erfahrung aus ihrer Vergangenheit. Anne akzeptiert nun, dass sie lesbisch ist. Auf ihrem Heimweg kauft sie sich ein neues Fahrrad. 

## Rezeption
Der Film hat überwiegend positive Bewertungen bekommen. Bei Rotten Tomatoes waren 89 Prozent der 27 ausgewerteten Kritiken positiv.
Kate Gößmann lobte auf Queergestreift.de die Arbeit von Regisseur Kerem Sanga, dem „eine herausragende Hommage an die erste Liebe inklusive ihrer pubertären Irrungen und Wirrungen gelungen“ sei. Der Film beinhalte „herzergreifende Emotionalität, Sehnsucht und Enttäuschungen, Unsicherheiten und Missverständnisse“, gespickt mit „Coolness und dem unübersehbaren Wunsch Jugendlicher, endlich erwachsen zu werden“. Weiter hob sie die „großartige Performance“ der Schauspieler hervor, wobei Hauptdarstellerin Dylan Gelula, „die ihrem Charakter selten gesehene Tiefgründigkeit und Komplexität verleiht“, besonders beeindrucke.
Beim Sundance Film Festival 2016 erhielt der Film den Publikumspreis Best of NEXT.